# Todar Mal
El rajá Todar Mal fue el ministro de finanzas del imperio mogol durante el reinado del emperador Akbar. Fue uno  de sus Navaratnas o nueve grandes ministros del durbar o corte de Akbar, destacando por su reorganización económica del imperio, sus proyectos arquitectónicos, su papel militar y su contribución a la literatura.

## Vida
Todar Mal nació en Laharpur, Uttar Pradesh en  una familia hindú, considerada por historiadores como Agarwal, Khatri o Kayastha.
Su padre murió cuándo era muy joven, dejando a su familia sin ninguna fuente de ingresos. Todar Mal empezó su carrera en una posición humilde como administrativo, ascendidendo cuando Sher Shah Suri le encargó construir un nuevo fuerte en Rohtas (Punyab) con el objetivo de impedir incursiones ghakkar y servir como barrera contra los mogoles en el noroeste.
Cuando la dinastía Suri fue derrocada por los mogoles, Todar Mal pasó al servicio del nuevo gobernante, el emperador mogol Akbar. Bajo Akbar, fue puesto a cargo de Agra. Más tarde, fue nombrado gobernador  de Guyarat. En varias ocasiones dirigió la ceca de Akbar en Bengala y sirvió en Punyab. Todar Mal tuvo un papel determinante, apreciado incluso hoy en día, en el sistema recaudatorio de Ackbar. También construyó la fortaleza-palacio de Laharpur en Sitapur, Uttar Pradesh.
Beveridge narra que Raja Todar Mal tuvo autorización de Akbar para peregrinar pero que en su marcha a Haridwar recibió una carta del mismo diciéndole "era mejor trabajar y hacer el bien en el mundo que ir de peregrinaje". Todar Mal también es conocido por haber traducido el Bhagavata Purana al persa.

## Carrera militar
Todar Mal fue considerado en vida un guerrero capaz y estuvo al mando en varias batallas.

En 971 estuvo al servicio de Muzaffar ( 9Bad .1165) y en 972 al servicio de Ackbar contra Khan Zaman (vide no 61).

En el decimonoveno año, tras la conquista de Patna, obtuvo un Salam y una naqqara (A'in 19) y recibió órdenes de acompañar a Munsim Khan a Bengala. Fue el alma de la expedición. En la batalla contra Da'ud Khan-i-Kharani, tras morir Khan Alam y haber huído a caballo Munsim Khan, el rajá defendió la posición y logró una victoria. Dijo: "¿Qué mal pese a la muerte de Khan Alam, qué miedo pese a la huída del caballo de Khan Khanan? ¡El imperio es nuestro!"

## Carrera administrativa
Todar Mal fue el sucesor de Khwaja Malik I'timad Khan en 1560 como responsable de las finanzas mogolas, cuya recaudación reorganizó y mejoró. El sistema de Todar Mal se basaba en un impuesto llamado zabt y un sistema conocido como dahshala. Estandarizó medidas y pesos, realizó un catastro y censo e introdujo una división en distritos fiscales al frente de los cuales había un administrador o Patwari. El sistema fue luego adoptado por los ingleses durante su gobierno colonial y aún perdura hoy en día.
Tras estudiar las cosechas y los precios agrícolas en el periodo de 1570-1580, fijo los tipos de cada cultivo. Cada provincia fue dicidida en círculos con su propio programa individual de cultivos e impuestos. Este sistema fue el normal en las zonas bajo administración mogola. Bajo Ackbar, hubo 15 subahs, subidvididos en 187 sarkars y estos a su vez en 3367 mahals o pargana. Finalmente, los mahals eran divididos en unidades estandarizasas llamadas bighas. Las bighas eran de 3600 ilahi gaj, aproximadamente medio acre moderno. 
Para llegar a ello, se estandarizó el ilahi gaj, fijándolo en 41 dedos. La cuerda para medir, llamada tenab, también se estandarizó a través de módulos de bambú unidos con anillos de hierro para evitar cambios estacionales en las medidas.
Este sistema no fue aplicado en algunas provincias como Guyarat y Bengala, de reciente conquista mogola.[cita requerida]

## Muerte y legado
Todar Mal murió en Lahore el 8 de noviembre de 1589. Tras su muerte, su cuerpo fue incinerado según las tradiciones hindúes. El rajá Bhagwan Das, su compañero a cargo de Lahore, estuvo presente en la ceremonia. De sus dos hijos, Dhari murió en una batalla en Sind y Kalyan Das, fue enviado por Todar Mal a subyugar al rajá de Kumaon en el Himalaya y llegó a ser también Ministro de Finanzas de Akbar.
El templo Kashi Vishwanath fue reconstruido en 1585 por Todar Mal. Hay un Baradari (edificio) en Chunian que lleva su nombre, así como un minarete en Dera Ismail Khan, Pakistán.

## En la cultura popular
Todar Mal está representado en los videojuegos Sid Meier's Civilization IV: Beyond the Sword y Sid Meier's Civilization V: Dioses y reyes como uno de los "grandes mercaderes" disponibles en el juego.

## Recursos
- "Abū al-Fażl “ʿAllāmī” ibn Mubārak, Šayḫ" and "The Ain i Akbari", vol. 1.  Persian Texts in Translation, The Packard Humanities Institute.
- The Akbarnama also is available online at: http://persian.packhum.org/persian/